# 山坡 (科羅拉多州)
山坡（英語：Hillside）是位於美國科羅拉多州弗里蒙特縣的一個非建制地區。該地的面積和人口皆未知。

## 地理
山坡的座標為38°15′54″N 105°36′46″W / 38.26500°N 105.61278°W，而該地的平均海拔高度為2283米（即7490英尺）。